# Денежная система Российской империи 1885—1896 годов
Де́нежная систе́ма Росси́йской импе́рии (1885—1896 годы) состояла из основной валюты — бумажного рубля и вспомогательной валюты — металлического золотого рубля; взаимный курс этих двух валют определялся рынком. Использование золотой валюты было разрешено только во внешнеторговом обороте. Формально бумажный рубль именовался кредитным билетом (то есть банкнотой, размениваемой на монету) и считался серебряным, а его курс к золоту был фиксированным, то есть денежная система юридически была биметаллической. В действительности государство не разменивало кредитный рубль ни на золото, ни на серебро, а полновесные серебряные монеты вышли из обращения. Бумажный рубль дополнялся вспомогательной неполновесной серебряной монетой и медной монетой. Система начала действовать в 1885 году, с момента небольшой девальвации золотого рубля, и перестала действовать в 1897 году, после преобразования её в монометаллическую золотую денежную систему.

## Предыстория денежной системы 1885 года

1 рубль 1841 года с указанием содержания чистого серебра. С 1860 года серебряный рубль, как и вся полновесная серебряная монета, исчез из обращения

С 1843 года в России действовала денежная система с полновесными серебряными и золотыми (империалы, червонцы) монетами, а также с государственными кредитными билетами, свободно размениваемыми на оба типа монет. Основной денежной единицей был рубль серебром, который с 1762 года содержал в себе 4 золотника 21 долю (17,995 грамма) чистого серебра, то есть цена серебра составляла 5,557 копейки за грамм. Десятирублёвый золотой империал с 1763 года (в 1839—1869 годах он официально стоил 10 рублей 30 копеек) чеканился в 88-й золотниковой пробе (примерно 917-я метрическая) содержал в себе 2 золотника 78 долей (11,988 грамма) чистого золота, что составляло 1,199 грамма золота в рубле и 83,403 копейки за грамм золота. Номинал золотого империала был выражен в серебряных рублях. Отношение золота к серебру по номинальному курсу монеты было 1:15, а с учётом официального 3-процентного лажа — 1:15,45, что примерно соответствовало мировому рыночному соотношению цен двух металлов (так, например, во Франции было официально принято соотношение 1:15,5).
Денежная система имела переходный характер и сочетала в себе признаки серебряного монометаллизма и биметаллизма. С одной стороны, отношение стоимости серебра и золота было зафиксировано законом, на оба металла распространялось право свободной чеканки, казна была обязана принимать золотую монету во все платежи, в обращении, а также в металлическом запасе государства, серебряные и золотые монеты были представлены приблизительно поровну — всё это признаки биметаллизма. С другой стороны, закон признавал золотую монету факультативной валютой, и в сделках между частными лицами она использовалась лишь при согласии обеих сторон. Кроме того, номинал золотой монеты был на 3 % ниже курса, по которому казна выдавала и принимала эту монету, что теоретически могло свидетельствовать о зарезервированном государством праве в дальнейшем изменять этот курс. В глазах населения монетный и банкнотный рубль серебром был продолжением монетного серебряного рубля, циркулировавшего до 1843 года. Все эти обстоятельства позволяли считать российское денежное обращение серебряным монометаллизмом.
В 1854 году банковская система России начала испытывать трудности: с началом международных осложнений, предшествовавших Крымской войне, курс рубля к европейским валютам упал, и население начало активно разменивать кредитные билеты на монету. Правительство в ответ начало вводить различные ограничения по суммам и условиям обмена, в основном в отношении золотой монеты. Наконец, в 1858 году обмен кредитных билетов на золото и серебро был полностью прекращён. Кредитные билеты превратились в бумажные (фиатные, необеспеченные) деньги, отношение стоимости серебра и золота к ним теперь определялось рынком. Металл в золотой и полновесной серебряной монете теперь стоил дороже их номинала, в связи с чем эти виды монет вышли из внутреннего денежного обращения — теперь население рассматривало их как слитки драгоценных металлов. Казна продолжала использовать империалы для выплаты купонного дохода по государственным займам, номинированным в золоте. С мая 1862 года по ноябрь 1863 года правительство в попытке восстановить металлическое денежное обращение обменивало кредитные билеты на звонкую монету, но по исчерпании разменного фонда отказалось от своих планов. Формально рубль по-прежнему считался кредитным (обеспеченным), фактически же стал бумажным (необеспеченным).
В 1877 году государство потребовало уплачивать таможенные пошлины российской золотой монетой, после чего в общих чертах сформировалась та система денежного обращения, которая будет, с небольшими модификациями, действовать до 1897 года. Эта система была двухвалютной с плавающим курсом (в тогдашней финансовой практике вместо курса часто учитывался лаж) валют между собой, с бумажным рублём в качестве основной валюты и с золотым монетным рублём в качестве специальной валюты для внешней торговли. Серебряный рубль, формально бывший основной денежной единицей, фактически исчез из обращения и использовался только для учётных целей.
Биметаллическое денежное обращение в России прекратило существование из-за недостаточности государственных финансов. Но восстановить его оказалось невозможным уже по другой причине: с начала 1860-х годов в мире выросла добыча серебра, и, благодаря новым технологиям, упала его себестоимость. В результате серебро, исторически относившееся к золоту как 1:15, с конца 1860-х стало дешеветь. Первые два раза (в 1870-х и в 1880-х) оно подешевело скачками, до 1:18 и 1:20, а с начала 1890-х годов плавно пошло вниз и за 5—7 лет обвалилось до 1:30. Уже в первой половине 1870-х годов стра́ны, имевшие биметаллическое денежное обращение, закрыли свободный размен на серебро и тем самым перешли на золотой стандарт.
Бумажно-денежное обращение во второй период его существования в России (первый был связан с ассигнациями, второй захватил 1858—1896 годы) встречалось и в других развитых странах. Во Франции необеспеченные металлом бумажные деньги ходили в 1848—1850-м и в 1870—1878 годах, в Австрии — в 1848—1892 годах, в Италии в 1866—1881 годах; в 1892 году Италия не смогла удержать свободный размен банкнот на золото и вновь перешла к бумажно-денежному обращению. На некоторых этапах бумажно-денежного обращения в этих странах существовала и параллельная золотая валюта, приблизительно на тех же основаниях, что и в России. В США необеспеченные бумажные доллары (greenbacks) появились в 1860 году, в 1879 году их циркуляция была ограничена, а курс выровнен с курсом золотого доллара.
В 1885 году денежная система России была подвергнута модификации. Содержание золота в империале было понижено с 11,988 грамма до 11,614 грамма (на 3,1 %), после чего соотношение между  золотом и серебром увеличилось до 1:15,495. Это соотношение было принято для установления номинала монет в биметаллическом обращении европейских государств (к этому моменту уже реформированному во многих странах в золотое). Содержание золота в монете было увеличено с 86,8 % до 90 % по весу, содержание серебра в полноценной серебряной монете было уменьшено с 91,7 % до 90 %, что привело монету к стандартам пробы континентальной Европы. Это позволило перечеканивать русскую монету на иностранную (и обратно) без расходов на рафинирование и легирование металла, что приводило к увеличению привлекательности монеты для международного торгового оборота.

## Устройство денежной системы 1885 года

### Формально-юридическое устройство денежной системы

#### Деньги
Основной денежной единицей был серебряный рубль, выпускаемый в виде государственных кредитных билетов, золотой монеты (империала) и полноценной серебряной монеты. Рубль содержал в себе 4 золотника 21 долю (17,995 грамма) чистого серебра, то есть цена серебра составляла 5,557 копейки за грамм. Десятирублёвый золотой империал содержал в себе 2 золотника 69,36 доли (11,614 грамма) чистого золота, что составляло 1,1614 грамма золота в рубле и 86,103 копейки за грамм золота. Хотя империал физически был золотой монетой, его формальный номинал был выражен в серебряных рублях. Отношение золота к серебру по номинальному курсу монеты было 1:15,495.

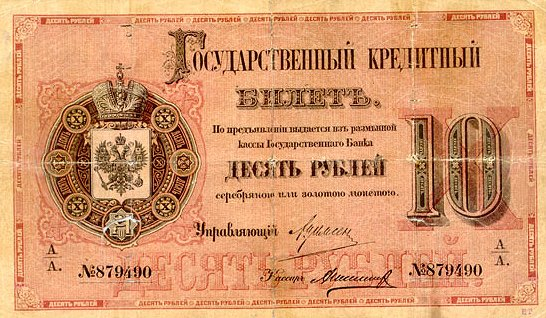
10 рублей, государственный кредитный билет 1882 года. Надпись на билете гарантирует его размен на золотую и серебряную монету, что не соответствовало действительности

Кредитные билеты теоретически выпускались достоинством в 1, 3, 5, 10, 25, 50, 100 рублей; в реальном обороте 50-рублёвой купюры не было. Золотая монета чеканилась достоинством в 10 рублей (империал) и в 5 рублей (полуимпериал). Золотая монета содержала по весу 90 % золота и 10 % лигатурного металла (меди), то есть была в 1,111 раза тяжелее своего золотого содержания. Полноценная (банковская) серебряная монета чеканилась достоинством в 1 рубль, 50 и 25 копеек. Серебряная монета содержала по весу 90 % серебра и 10 % лигатурного металла (меди), то есть была в 1,111 раза тяжелее своего серебряного содержания. Полноценная серебряная монета принималась во все платежи (без согласия второй стороны) на сумму не свыше 25 рублей в каждый платёж.
Казна имела обязательство чеканить золотую и полноценную серебряную монету из металла, приносимого частными лицами (так называемая свободная чеканка монеты). Золотая монета чеканилась по заявкам частных лиц за 0,96 % от номинальной цены золота (136 рублей с пуда чистого золота), серебряная монета — за 6,59 % от номинальной цены серебра (60 рублей с пуда чистого серебра); не включая сюда технические расходы на очистку золота. Отношение золота к серебру по курсу чеканки в монету было 1:16,43.
Разменная монета изготавливалась из серебра (неполновесная монета) и меди. Разменная серебряная монета чеканилась достоинством в 20, 15, 10 и 5 копеек. Монета состояла по весу из 50 % серебра и 50 % меди. Содержание чистого серебра в разменной монете было в два раза ниже, чем в полновесной (банковской) монете — 8,998 грамма в рубле. Медная монета чеканилась достоинством в 5, 3, 2 и 1 копейку, в полкопейки и в четверть копейки. Рубль в медной монете весил 327,61 грамма. Разменная монета принималась во все платежи (без согласия второй стороны) на сумму не свыше трёх рублей в каждый платёж.
Государство не обязывалось держать против выпущенных кредитных билетов разменный металлический фонд и не лимитировало их выпуск никакими заранее объявленными правилами; каждая отдельная эмиссия кредитных денег утверждалась особым законодательным актом, подлежавшим опубликованию. Выпуск в обращение золотых денег, благодаря существованию института свободной чеканки монеты по требованию частных лиц, не требовал законодательного утверждения.
Теоретическая паритетная стоимость золотого рубля в золотых мировых валютах составляла:
- 59,12 английского пенни (при 240 пенсах в фунте),
- 4,00 франка,
- 3,24 германской марки,
- 1,92 голландского гульдена,
- 3,81 австро-венгерской кроны (с 1892 года),
- 0,773 доллара США.

Обратное значение, то есть теоретическая паритетная стоимость золотых валют в золотых рублях, составляло:
- 4 рубля 06 золотой копейки за фунт,
- 25 копеек за франк,
- 30,87 копейки за германскую марку,
- 52,08 копейки за голландский гульден,
- 26,25 копейки за австро-венгерскую крону,
- 1 рубль 29,4 копейки за доллар США[14].

В 1888—1889 годах кредитные билеты достоинством 1, 3, 5, 10 и 25 рублей были обменены на новые (образца 1887 года). Это техническое мероприятие не имело монетарного значения.

#### Ценные бумаги с признаками денег
Кроме рублей, в денежном обороте участвовали ещё два вида ценных государственных бумаг, имевших некоторые свойства денег.

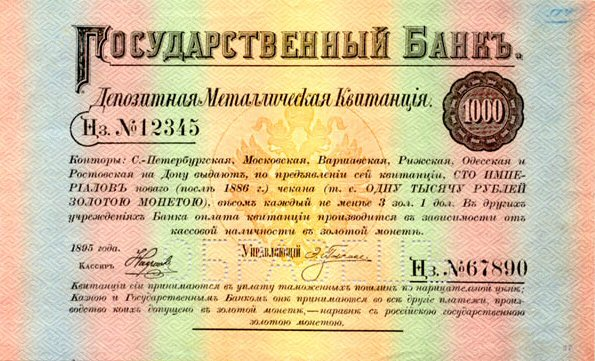
1000 рублей, депозитная металлическая квитанция 1895 года. Надпись на квитанции извещает, что государство принимает её во все платежи

Депозитные металлические квитанции выдавались золотопромышленникам, сдавшим добытое золото в государственные золотосплавочные лаборатории, обычно располагавшиеся непосредственно в районах золотых приисков. Квитанции давали право на получение соответствующей сданному золоту суммы в золотой монете, в конторах Государственного банка в Санкт-Петербурге, Москве, Одессе, Риге, Ростове и Варшаве. Квитанции выпускались достоинством в 5, 10, 25, 50, 100, 500 и 1000 рублей. Квитанции не имели срока действия, с апреля 1895 года они могли использоваться в сделках между частными лицами (при согласии обеих сторон) и принимались государством по номиналу во все платежи, что сделало их суррогатом золотой монеты ограниченного обращения.
Билеты Государственного казначейства (так называемые серии) представляли собой государственные процентные бумаги, приносившие 4,32 % (с 1887 года — 3,79 %, с 1894 года — 3 %) годовых. Билеты выпускались отдельными сериями, на срок в 8, 6 лет и 4 года; по истечении срока выпуска билеты подлежали по усмотрению казны либо выкупу, либо замене на следующие выпуски на аналогичных условиях. Проценты по 8- и 6-летним билетам выплачивались ежегодно, по отрезным купонам, по 4-летним — одновременно с выкупом билета. Билеты выпускались достоинством в 50 и 100 рублей. Билеты выдавались государством (по желанию получателя) по номиналу во все платежи и принимались (начиная с 1894 года) государством во все платежи, по номиналу и с учётом накопившегося процента. Билеты могли использоваться в сделках между частными лицами (при согласии обеих сторон). В 1896 году в обращении находилось билетов на 216 млн рублей.
Монетное обращение регулировалось Уставом монетным, а обращение банкнот и государственных ценных бумаг — Уставом кредитным.

### Фактическое устройство денежной системы
Фактическое устройство денежной системы определялось тем обстоятельством, что с 1858 года казна отказалась от свободного размена кредитных билетов на серебро и золото. После этого кредитные билеты и разменные монеты превратились в бумажную валюту, обмениваемую на золото и серебро по рыночному курсу, но не обеспеченную драгоценными металлами. На кредитных билетах осталась надпись о том, что они подлежат свободному размену на золотую и серебряную монету (эта надпись сохранялась даже на билетах образца 1887 года); но это обещание фактически не исполнялось государством.
Стоимость золотого (выраженного в золотой монете) рубля, жёстко связанная с ценой золота, поднялась относительно кредитного (выраженного в неполноценных кредитных билетах и разменной монете) рубля выше номинала, то есть золотая и кредитная валюты стали независимыми. Империал, формально имевший номинал в серебряных рублях, теперь по факту был номинирован в денежной единице, не предусмотренной действовавшим законодательством — в золотых рублях. Рубль в кредитных билетах стал, также вне терминологии законов того времени, называться кредитным рублем.
Рыночная стоимость полновесной серебряной монеты, связанная с отношением рыночных цен на золото и серебро, оказалась связанной с ценой золотого рубля. С 1860 по 1893 год рыночная ценность серебра в полновесной серебряной монете была выше её номинала. Это привело к тому, что полноценная серебряная монета, скупаемая торговцами серебром, исчезла из обращения. В разменной серебряной монете при этом стоимость серебра была ниже номинала, поэтому такая монета осталась в обороте. Рубль в полновесной монете, превратившись практически в условную расчётную величину (счётную денежную единицу), продолжал называться серебряным рублём. Ещё в 1876 году правительство за ненадобностью прекратило чеканку из частного серебра, а в 1881-м — открыло её снова, покупая серебро уже по биржевой цене (то есть приноситель серебра должен был купить металл за сумму большую, чем номинал выдаваемой ему монеты); объём чеканки был невелик, а вся монета уходила в Китай, сохранявший серебряное денежное обращение, где использовалась при внешнеторговых расчётах в качестве серебряного слитка.
Норма о содержании золота в золотом рубле, описанная в Монетном уставе, сохранила силу; норма о содержании серебра в кредитном рубле не соответствовала действительности, так как рубль не разменивался на серебро по жёсткому курсу; норма о содержании серебра в полновесной монете утратила фактическое значение, так как эта монета вышла из обращения. Страна практически перешла на двухвалютное обращение (кредитный рубль и золотой рубль), со свободным рыночным курсом валют друг к другу, с третьей теоретической расчётной единицей — серебряным рублём.
Государство, считая необходимым бороться со спекуляцией на курсе кредитного рубля (относительно золотого рубля), запрещало использовать золотой рубль во внутренних расчётах, номинировать сделки (кроме внешнеторговых) в золотом рубле или металлическом золоте, открывать в банках золотые счета (кроме как для внешнеторговых нужд), совершать биржевые сделки с золотом (кроме простых поставочных сделок). В то же время государство использовало империалы для выплаты процентов по государственным займам, номинированным в золоте. Государство с 1877 года также требовало от импортеров оплачивать таможенные пошлины (только ввозные, так как вывозных пошлин в России не было) золотыми рублями по номиналу. Этот комплекс ограничений привёл к схеме циркуляции золотого рубля между казной, держателями золотых государственных ценных бумаг, импортёрами и снова казной. Эмиссия золотого рубля осуществлялась частично как частная золотопромышленниками (сдаваемое золото оплачивалось только золотой монетой), после чего золотая монета переходила к импортёрам. Поскольку выплаты по золотым займам обычно составляли бо́льшую сумму, чем собираемые таможенные пошлины, государство продолжало покупать на рынке золото за кредитные билеты и чеканить необходимые для расчётов по займам империалы. В то же время золотые деньги под влиянием описанных выше ограничений вышли из употребления во внутреннем обороте и были практически неизвестны населению.
Рыночная стоимость кредитного рубля относительно золота определялась на Санкт-Петербургской бирже посредством установления курса на чеки и трёхмесячные векселя в ходовых золотых валютах (фунт, германская марка, французский франк), выданные российским банками на Лондон, Берлин и Париж. Векселя и чеки покупались импортёрами для расчёта с зарубежными контрагентами. Поскольку к 1880-м годам все эти валюты были жёстко привязаны к золоту (и, следовательно, жёстко связаны между собой), данный курс автоматически определял стоимость золотого рубля и золота в слитках относительно кредитного рубля. Курс Санкт-Петербургской биржи фактически следовал обратным курсам (то есть курсам рублёвых чеков и векселей на Санкт-Петербург) на европейских биржах.
Золотой рубль также имел колеблющуюся рыночную стоимость, отличимую от теоретической паритетной; колебания определялись величиной текущего спроса и предложения на валюту. Колебания были жёстко ограничены золотыми точками экспорта и импорта — величиной издержек на перевозку, страхование в пути и перечеканку одной валюты в другую. Когда рыночный курс доходил до золотой точки, участникам рынка становилось выгодней не покупать векселя на валюту, а физически переместить и перечеканить золотые рубли. Отклонение золотой точки от паритета начиналось от 0,9 % (операции на Берлин) и доходило до 4,1 % (операции на Нью-Йорк).
Государство продолжало соблюдать своё обязательство чеканить монету из металла, приносимого частными лицами. Чеканка монеты из частного золота действительно происходила — большая часть добываемого в России золота перечеканивалась в монету; а чеканка полновесной серебряной монеты была невыгодна для владельцев серебра и фактически прекратилась.
Кредитный рубль на международном рынке вёл себя как волатильная валюта, его курс легко раскачивался при воздействии на рынок спекулянтов. В конце 1880-х нормальными считались годовые отклонения в 25 % разницы между максимумом и минимумом курса. Курс рубля мог удерживаться от колебаний, только если правительство производило в необходимых случаях рыночные интервенции. В этом крылась другая опасность: правительство не умело бороться с использованием служебной информации для получения личной выгоды (инсайдом). В 1892 году председатель Комитета финансов А. А. Абаза был уличён в том, что играл на заёмные деньги на курс рубля, используя секретную служебную информацию. Вместе с тем, ещё с конца 1870-х выявился аттрактор курса рубля — 66 копеек золотом за кредитный рубль; более 10 лет среднегодовые значения курса почти не отклонялись от этой величины.

### Подготовка и введение золотого денежного обращения
К началу 1880-х годов правительство стало готовиться к постепенному переходу на золотое денежное обращение. Активную и вполне успешную политику в этом направлении проводили министры финансов Николай Бунге (1881—1886) и Иван Вышнеградский (1887—1892), а завершена эта работа была при Сергее Витте (1892—1903).
С 1884 года началось постепенное накопление казной золотого фонда; фонд условно назывался разменным, но не использовался для гарантирования банкнот или для их размена и, следовательно, не воздействовал на текущее денежное обращение. С 1888 года было принято за правило, что при выпуске очередных серий кредитных билетов равная им сумма в золоте депонировалась в Государственном банке. Банкноты, не обеспеченные золотом в разменном фонде, именовались временно-выпущенными; государство постепенно выводило их из обращения. Сальдо расчётного баланса за всё время действия монетной системы 1885 года было для России отрицательным — золото имело тенденцию уходить из страны. Соответственно, повышение золотого запаса, которым располагала казна, не могло происходить иначе как при росте внешней задолженности России — государство непрерывно занимало всё новые и новые средства на внешнем рынке. Ни активный торговый баланс (за 1882—1897 годы экспорт продукции превысил импорт на 2635 млн рублей), ни увеличение добычи золота (в первой половине 1890-х годов среднегодовая добыча золота достигла 42 202,7 кг, что составило 17,2 % мировой добычи) не меняло этой картины.
С лета 1890 года правительство перешло к политике поддержания курса кредитного рубля на уровне 3:2, то есть 150 кредитных копеек за золотой рубль. Курс поддерживался путём покупки золота на рынке (кредитный рубль в тот период демонстрировал тенденцию к повышению). С 1893 года правительство перешло к косвенным мерам по борьбе с колебаниями курса кредитного рубля. Были запрещены форвардные и беспоставочные (на курсовую разницу) сделки на золотой рубль на российских биржах. Министерство финансов проводило индивидуальные переговоры с банками и крупными биржевыми игроками, используя административный ресурс для неофициального запрещения участия в сделках на курс кредитного рубля. Усилия правительства были успешными, и к концу 1893 года кредитный рубль стал показывать низкую волатильность (колебания не более 3 % от целевого курса — 3:2).
Летом 1893 года стоимость серебра относительно золота упала ниже его (серебра) номинальной цены в полновесной серебряной монете (это было вызвано технологическими причинами — удешевлением и увеличением мировой добычи)), то есть банковская серебряная монета стала неполновесной и перестала отличаться от разменной. Правительство не могло поддерживать ставшую выгодной свободную чеканку серебряной монеты из приносимого частными лицами серебра и 16 июня 1893 года отозвало это своё обязательство. Вместе с тем, теперь серебряная монета перестала выпадать из обращения, и казна смогла начать её чеканку из собственного серебра. Учитывая, что серебро теперь стоило дешевле монеты, казна стала получать при этой операции монетный доход. Изготовление фальшивой серебряной монеты, ранее бессмысленное, теперь стало возможным, и правительство запретило ввоз в страну иностранной серебряной монеты (за исключением сохранивших серебряный стандарт азиатских стран, с которыми невозможно было бы торговать при таком запрете).
К 1895 году курс кредитного рубля настолько стабилизировался в отношении 3:2, что в мае правительство разрешило заключать сделки и производить расчёт на золотую монету по текущему биржевому курсу. Это должно было показать рынку, что спекуляция на золотом рубле более невозможна, так как правительство обладает достаточной финансовой силой, чтобы удерживать его курс.
С 1895 года правительство стало временно принимать различные налоги и сборы в золотой монете, считая империал (10 рублей) за 14 рублей 80 копеек в кредитных билетах (на 20 копеек менее идеального для правительства рыночного курса); виды налогов, для которых это было возможно, и разрешённые периоды устанавливались индивидуально для каждого случая. С начала 1896 года курс был поднят до 15 рублей, что значительно облегчило устные расчёты. В августе 1896 года Высочайшим указом было объявлено, что курс в 15 кредитных рублей за империал будет использоваться как минимум до декабря 1897 года и далее того, если не последует особого распоряжения о его отмене.
С апреля 1895 казна начала принимать во все платежи металлические депозитные квитанции, получаемые золотопромышленниками по сдаче золота в государственные золотосплавочные лаборатории, а также любыми лицами при сдаче в казну иностранной золотой монеты.
В 1896 году казна, к большому неудовольствию публики, стала принудительно насыщать денежное обращение золотой монетой. Купюры в 1, 3 и 5 рублей изымались из обращения, а взамен казна стала производить значительную часть платежей империалами и полуимпериалами. До этого момента 90 % населения (по оценке экономиста С. Ф. Шарапова) никогда не видело золотой монеты, и то, что номинал этих монет (10 и 5 рублей) не соответствовал их реальной цене (15 и 7,5 рубля), приводило к многочисленным недоразумениям.
Таким образом, в 1895—1896 годах денежная система практически превратилась в монометаллическую золотую. Курс кредитного рубля к золотому оказался де-факто фиксированным, казна (путём принятия золотого рубля в платежи по фиксированной цене) гарантировала, что он не поднимется выше. Единственное различие с полноценным золотым денежным обращением заключалось в том, что казна не гарантировала, что будет поддерживать этот курс постоянно. Кроме того, вместо обязательства нелимитированно разменивать кредитные билеты на золото казна де-факто гарантировала, что она будет поддерживать стабильный биржевой курс, позволяющий всякому проделать эту операцию на свободном рынке. Находящиеся в обращении империалы и полуимпериалы получили фактический номинал в 15 и 7,5 рублей, хотя на них было обозначено достоинство в 10 и 5 рублей.

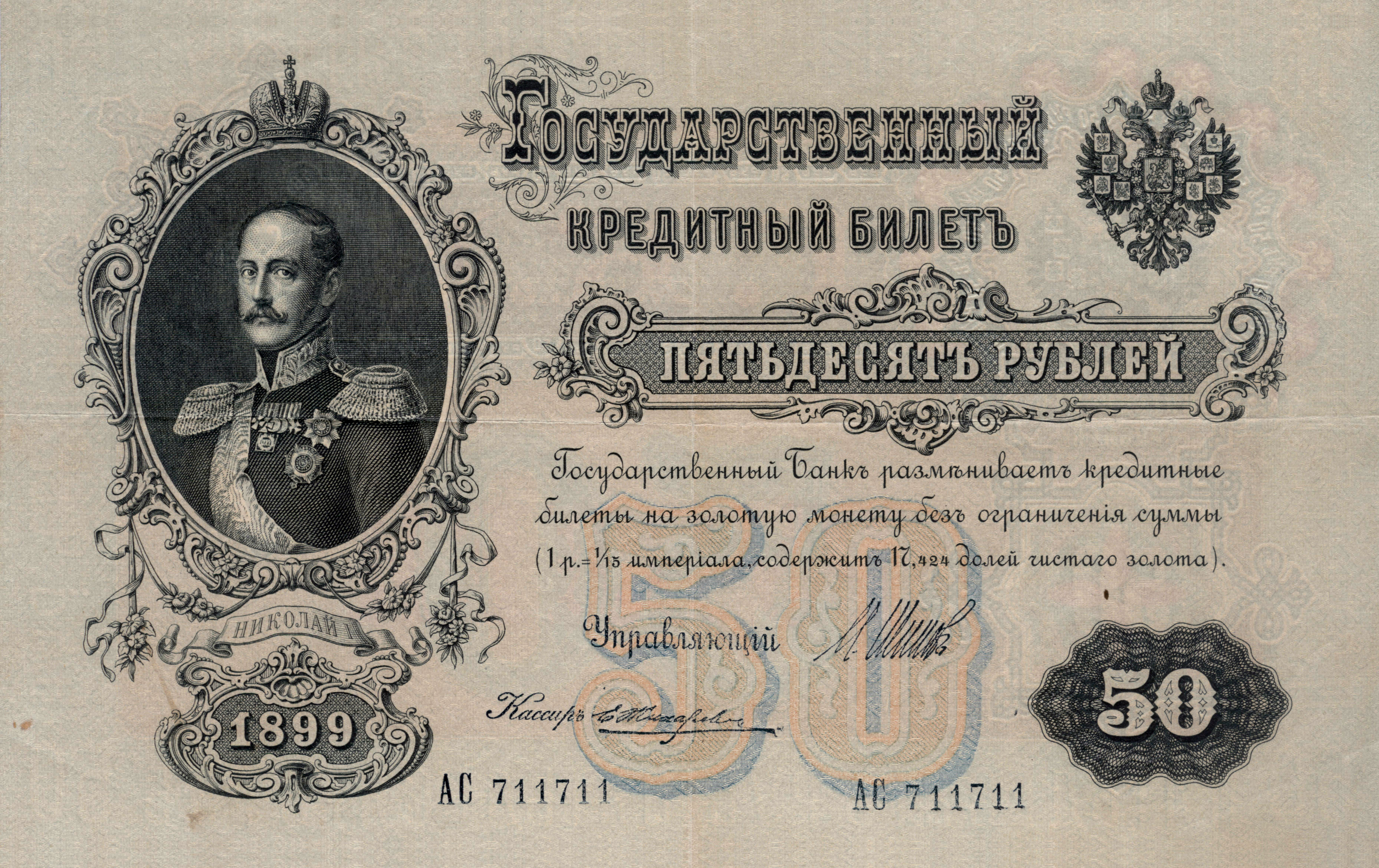
Государственный кредитный билет 1899 года в 50 рублей с надписью «Государственный банк разменивает кредитные билеты на золотую монету без ограничения суммы (1 руб.=1/15 империала, содержит 17,424 долей чистого золота)», которая соответствовала действительности до 7-го августа 1914 года

Наконец, после года успешного действия «почти золотой» денежной системы, с 3 января 1897 года правительство перешло на полноценное золотое денежное обращение. Десятирублёвый империал получил, при сохранении прежнего веса в золоте, новый номинал в 15 рублей (то есть золотой рубль был формально девальвирован до текущего курса кредитного рубля); был объявлен свободный размен кредитного рубля на золотую монету и обратно; обязательство об обмене кредитного рубля на серебро и обратно было ликвидировано; свободная чеканка золотой монеты сохранялась, свободная чеканка серебряной монеты (отменённая в 1893 году) более не возобновлялась и окончательно перешла в руки государства, вся серебряная монета (с 1893 года неполновесная) осталась в обращении. Прежние неразменные кредитные билеты (формально номинированные в серебряных рублях) превратились в кредитные билеты, номинированные в золотых рублях и обеспеченные золотым разменным фондом. Стоимость старого кредитного рубля в золоте при преобразовании его в золотой не изменилась; не изменились, следовательно, и внутренние цены.
На этом временно закончилась история российских бумажных денег, которая продолжилась через 16 лет, когда сразу после начала Первой мировой войны (высочайше утвержденным положением Совета Министров от 7 августа (25 июля) 1914 года) правительство было вынуждено закрыть размен кредитных билетов на золото и снова превратить их в бумажные деньги.

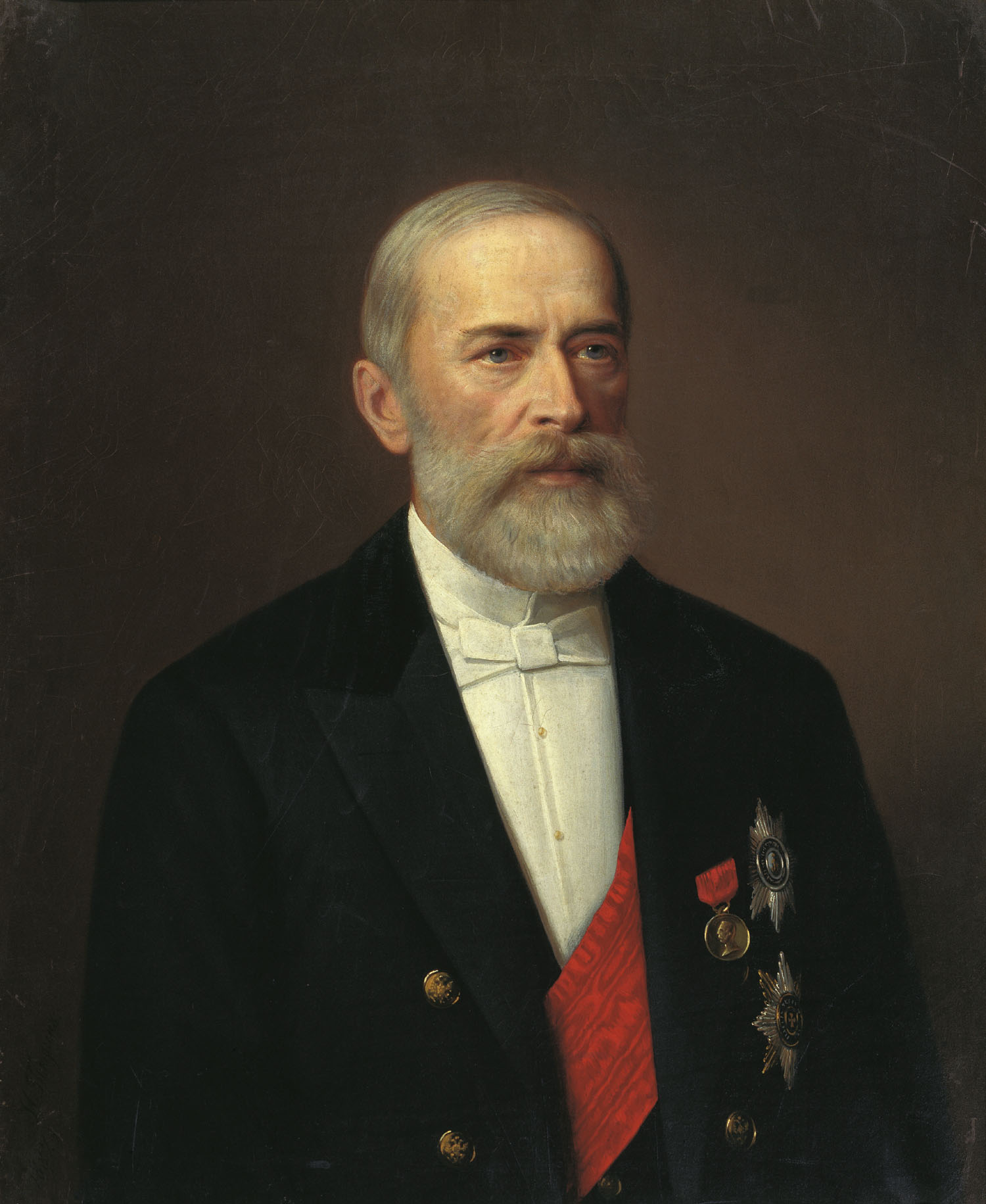
Николай Бунге (1881—1886)
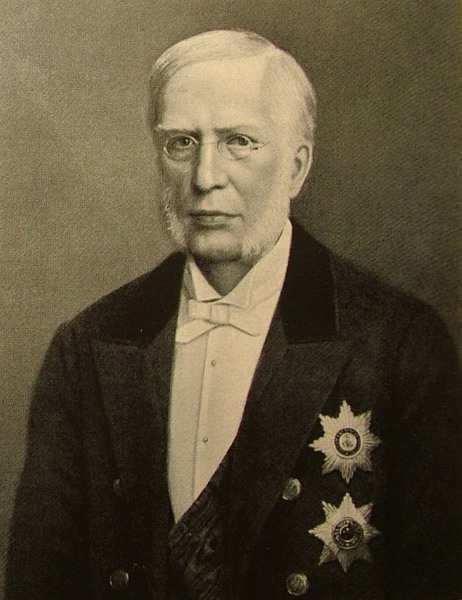
Иван Вышнеградский (1887—1892)
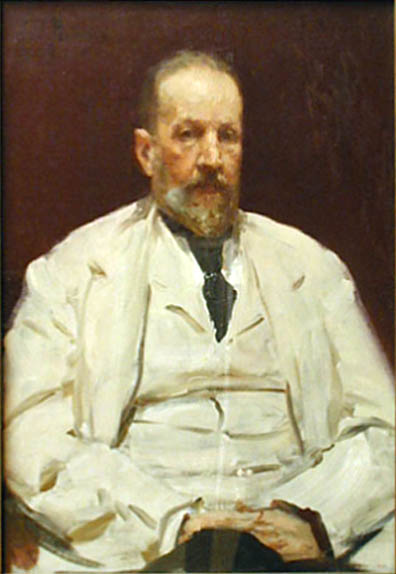
Сергей Витте (1892—1903)

## Основные параметры денежного обращения в 1885—1896 годах
| Годы                                                                              | 1885  | 1886  | 1887  | 1888  | 1889  | 1890  | 1891  | 1892  | 1893  | 1894  | 1895  | 1896  |
| --------------------------------------------------------------------------------- | ----- | ----- | ----- | ----- | ----- | ----- | ----- | ----- | ----- | ----- | ----- | ----- |
| Среднегодовой курс 3-мес. векселей на Лондон, фунтов за кред. рубль               | 0,101 | 0,098 | 0,089 | 0,093 | 0,127 | 0,117 | 0,110 | 0,100 | 0,105 | 0,108 | 0,108 | 0,106 |
| Среднегодовой курс золотого рубля, кред. копеек за рубль, на СПб бирже            | 157,8 | 169,8 | 179,6 | 168,2 | 151,8 | 137,8 | 149,8 | 161,4 | 153,2 | 149,2 | 148,2 | 150,0 |
| Среднегодовой курс серебряного рубля, кред. копеек за рубль, по цене мет. серебра | 125,9 | 126,7 | 131,6 | 118,6 | 106,6 | 108,2 | 111,1 | 105,4 | 89,5  | 71,0  | 72,6  | 73,3  |
| Среднегодовое отношение серебра к золоту, на лондонском валютном рынке            | 19,41 | 20,78 | 21,13 | 21,99 | 22,10 | 19,76 | 20,92 | 23,72 | 26,49 | 32,56 | 31,60 | 31,66 |
| Кредитных билетов в обращении, годовой максимум, млн руб.                         | 917   | 946   | 986   | 1032  | 973   | 978   | 1072  | 1139  | 1112  | 1072  | 1103  | 1083  |
| Разменный фонд казначейства, млн рублей зол.                                      | 171,4 | 171,4 | 171,4 | 211,4 | 211,4 | 211,4 | 211,5 | 286,5 | 361,5 | 361,5 | 450,0 | 500,0 |
| Золотой запас (полностью), млн рублей зол.                                        | 273,1 | 311,1 | 281,5 | 273,7 | 297,1 | 372,3 | 483,8 | 495,2 | 581,5 | 598,6 | 645,7 | 659,6 |
| Чеканка золотой монеты, млн рублей зол.                                           | 26,8  | 29,1  | 26,0  | 26,5  | 24,4  | 28,1  | 2,7   | 0,7   | 3,0   | 3,0   | 50,0  | 0,0   |
| Чеканка серебряной полноценной монеты, млн рублей сер.                            | 1,3   | 1,7   | 2,0   | 1,5   | 1,5   | 2,0   | 3,5   | 3,8   | 3,2   | 0,4   | 4,8   | 26,0  |
| Государственный долг, на конец года, млн кред. рублей                             | 5411  | 5662  | 5743  | 5324  | 5433  | 5385  | 5657  | 5819  | 5834  | 6552  | 6506  | 6735  |

## Оценки денежной системы 1885 года
Проект введения золотого денежного обращения с середины 1890-х годов стал объектом оживлённого обсуждения в экономическом сообществе, в специальной литературе, периодической печати и даже в популярной прессе. Поскольку такое обсуждение не могло обойтись без сравнения проектируемой денежной системы с имеющейся, денежная система 1885 года на закате своего существования также оказалась в фокусе внимания общественности и экономической науки. Особенностью дискуссии было то, что к моменту её начала исторические альтернативы золотому стандарту — серебряный стандарт и биметаллизм — уже показали свою несостоятельность; выбор имелся только между золотым и бумажным рублём. Таким образом, спор шёл о том, оставлять ли денежное обращение в текущем состоянии или переходить на золотой монометаллизм.
Первой обсуждаемой темой была экономическая полезность фиксированного курса рубля по отношению к золоту и золотым иностранным валютам. Сторонники золотого рубля полагали, что фиксированный курс уменьшает риски участников внешней торговли. Считалось, что золотой рубль сделает торговлю с Россией более привлекательной для стран с золотой валютой: хотя сами внешнеторговые операции велись в золотых рублях, внутренние цены (а за ними спрос на импортируемые товары и предложение экспортируемых) колебались вместе с курсом кредитных билетов. Таким образом, стабилизация должна была привести к увеличению участия России в международной торговле. Сторонники бумажного рубля полагали, что его колеблющийся курс не является неудобством для тех участников рынка, которые имеют навыки работы с этим риском — а этими участниками являются как раз российские торговцы и банки. Кроме того, колеблющийся курс рубля стабилизировал прибыль сельхозпроизводителей — в годы низкого урожая экспорт падал, курс кредитных билетов падал вслед за ним, и производители, экспортируя меньше зерна в товарном выражении, получали бо́льшую прибыль в кредитных билетах за единицу зерна. С точки зрения сторонников бумажного рубля, плавающий курс национальной валюты давал правительству в руки инструменты финансового регулирования — интервенции на валютном рынке, в то время как золотое обращение при сложившемся торговом балансе не оставляло правительству иного выхода, кроме как делать новые внешние займы для поддержания золотого запаса.
Второй обсуждаемой темой была целесообразность издержек, связанных с поддержанием золотого обращения. Объём издержек, необходимый для создания и поддержания разменного золотого фонда, легко поддавался учёту и прогнозированию. Выгоды же от золотого обращения носили косвенный характер, и их точная денежная оценка была невозможной. Сторонники золотого рубля считали, что стабильность внутренних цен, гарантия от дефицитности бюджета, фиксированный курс рубля к мировым валютам и снятие рисков колебания валютных курсов перекрывают издержки поддержания золотого стандарта. Сторонники бумажных денег полагали, что необходимость непрерывного получения зарубежных кредитов для поддержания разменного фонда как раз и создаёт излишние риски; а средства, омертвлённые в виде золотого запаса, принесли бы экономике большую пользу, превратившись в инвестиции. Высказывалось мнение, что бумажные деньги — неудобные, но дешёвые — лучше подходят для бедных экономик (в том числе и для российской); России не следует слепо следовать за странами, превосходящими её по развитию.
Наиболее активными сторонниками бумажного рубля были экономист С. Ф. Шарапов и публицист Г. В. Бутми.
На дискуссию оказала влияние и ситуация в других странах. К 1895 году необеспеченные бумажные деньги существовали только в Аргентине, Бразилии, Перу, Португалии, Греции, Испании и Италии; причём в Португалии и Италии недавний переход к бумажным деньгам произошёл вследствие падения золотого денежного обращения. Все страны — лидеры промышленного развития и основные торговые партнёры России имели либо золотое денежное обращение, либо хромающий биметаллизм (биметаллизм с фактическим ограничением размена и обращения серебра).
Точка в споре была поставлена волевым решением министра финансов С. Ю. Витте, отказавшегося принимать во внимание аргументы сторонников бумажного рубля и завершившего в 1897 году давно подготавливаемую денежную реформу. Но и в период 1897—1914 годов идея бумажного рубля продолжала сохранять определённую популярность в экономическом сообществе; критика чрезмерной дороговизны золотого обращения для России так никогда и не прекращалась.
Основная масса оценок денежной системы России в современной российской литературе следует апологетическому (по отношению к золотому обращению) тону и аргументам дореволюционных официальных источников. В рамках такого подхода золотое денежное обращение рассматривается как совершенное, а бумажное — как переходная стадия от серебряного к золотому, затянувшаяся по причине финансовой слабости государства. Имеются и отдельные исследователи, считающие, что Россия, следовавшая траектории догоняющего развития, напрасно отказалась от более подходящих её экономическому укладу бумажных денег.
Обширная мировая экономическая литература, посвящённая историческому анализу денежных систем, склоняется к оценке золотого денежного обращения как выгодного для стран «ядра» (Великобритании, Германии, Франции и США), а бумажного — выгодного для стран периферии. По мнению Йозефа Шумпетера, бумажное денежное обращение было экономически адекватным для России; отказавшись от него, Россия затормозила свой рост и создала сложности для самой себя; это решение, не порождённое реальными экономическими потребностями страны, представлялось Шумпетеру в некоторой степени загадочным.